# 도가시마 천창동

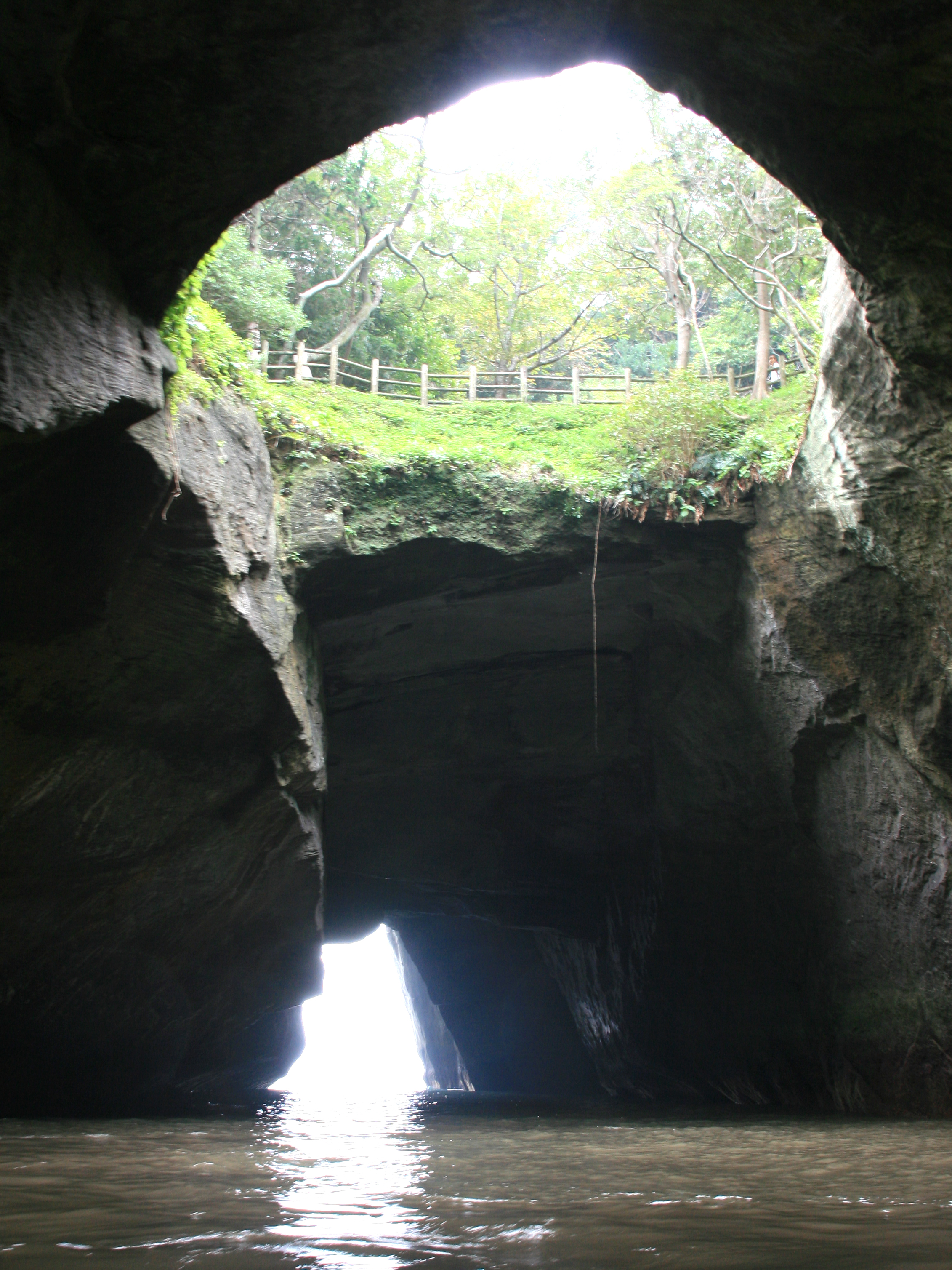

도가시마 천창동(일본어: 堂ヶ島天窓洞 도가시마텐소도[*])은 시즈오카현 카모군 니시이즈정에 소재한 해식동이다. 일본의 국가천연기념물로 지정되어 있다.
동굴 내부 중앙 부근 천정에 함몰 또는 붕괴로 생긴 지름 10 미터의 구멍이 두려빠져 있다. 동굴 안으로 들어가는 유람선에 승선해서 올려다보면 마치 지붕에 천창을 낸 것처럼 되어서 천창동이라는 이름으로 불린다.  천창동이 있는 도가시마지구는 스루가만에 면한 이즈반도 서안의 거의 중앙에 위치하며, 천창동을 포함한 해안 일대는 지정명칭 이즈 서남해안으로서 국가명승으로도 지정되어 있다.
예로부터 이즈 서해안의 경승지로 이름났으며, 1935년 8월 27일에 국가천연기념물로 지정되었다. 2011년 제정된 이즈반도 지질공원 리스트에도 등록되었다.